# DB Regio
DB Regio AG là một chi nhánh của Deutsche Bahn (công ty đường sắt Đức), điều hành các xe lửa chạy khoảng cách ngắn và trung (địa phương) tại Đức. Các đoàn tàu này cũng chạy sang các nước lân cận.

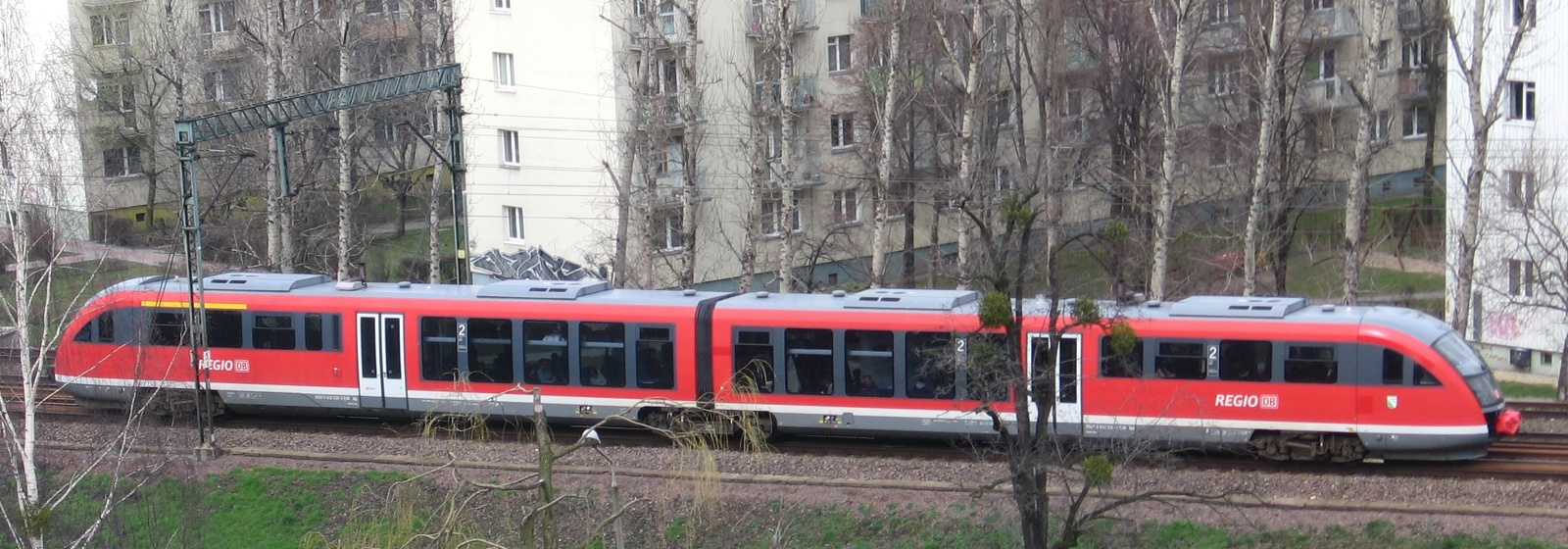
Xe lửa DB Regio ở Wrocław, Ba Lan

## Đức
Không như xe lửa chạy đường trường của Deutsche Bahn, DB Regio không tự vận chuyển xe lửa. Dịch vụ được các bang Đức hay các huyện của chúng đặt hàng và trả tiền. Một vài bang có hợp đồng lâu dài với DB Regio (thường là 10 tới 15 năm).

## Hoạt động ở nước ngoài

### Áo
Hợp đồng với nước ngoài đầu tiên của DB Regio chạy từ Außerfern tới Allgäu tần suất 2 tiếng/1 lần mỗi ngày từ ngày 3 tháng 2 năm 2001.

### Thụy Điển
ÖstgötaTrafiken có hợp đồng 10 năm với DB Regio Sverige để điều hành các xe lửa địa phương từ 12 tháng 12 năm 2010.

### Anh Quốc
Từ khi Deutsche Bahn mua Arriva vào tháng 1 năm 2010, các hoạt động của DB Regio ở Anh được biết tới như Arriva UK Trains.

## Số xe lửa
Con số xe lửa có thể xem tại 
- 1.300 đầu tàu
- 5.300 toa xe hành khách
- 3.100 đơn vị đa dạng